# JAM3
Le JAM3 (pour « junctional adhesion molecule 3 »), aussi appelé JAMC ou JAM-C, est une protéine appartenant à la famille des JAM. Son gène est JAM3 situé sur le chromosome 11 humain.

## Rôles
Il interagit avec le JAM2, permettant la régulation de plusieurs types de lymphocytes. Il intervient également dans la spermatogenèse. Il permet la polarisation des cellules souches neuronales et joue un rôle dans le contrôle des cellules souches hématopoïétiques.
Il interagit avec l'ITGAM au niveau plaquettaire.
Il favorise la croissance tumorale, la formation des métastases, en particulier lors d'un mélanome ou d'un lymphome et l'angiogenèse. De même, il contribue à la prolifération des cellules leucémiques.